# Paul Guimezanès
Paul Guimezanes est un graveur et illustrateur français, né le 1er septembre 1916 à Brest (Finistère) et mort le 4 février 2000 à Villejuif (Val-de-Marne).

## Biographie
Paul Guimezanes est issu d'une famille d'origine catalane, son père est un médecin de la Marine ; il est un petit-fils d' Eugène Barret, médecin général de la Marine. Il fait des études à l'Académie Julian à Paris. Il est inscrit à l'École nationale supérieure des beaux-arts de Paris en 1939 dans l'atelier de René Jaudon.
Il est mobilisé le 25 novembre 1939 et fait prisonnier le 25 juillet 1940 au stalag de Luckenwalde en Allemagne. Il y crée l'académie du camp où étaient présents des artistes, architectes, peintres, graveurs, décorateurs, anciens élèves comme lui des Beaux-Arts comme Lucien Guezennec (1914-1980).
En 1942, il est démobilisé et retourne aux Beaux-Arts de Paris dans l'atelier de Nicolas Untersteller (1900-1967), qui prendra en 1948 la direction de l'établissement. Il apprend la gravure avec Lucien Pénat et Robert Cami. En 1946, il obtient le premier prix de Rome de gravure en taille-douce. En 1949, il part faire à bicyclette un pèlerinage à Rome, et à cette occasion il illustre la Bible. En 1952, il est lauréat de la 22e promotion artistique de la Casa de Velázquez à Madrid.
À son retour d'Espagne en 1952, il obtient un poste de professeur de dessin au lycée français de Londres où il reste jusqu'en 1955. De retour en France, il est nommé professeur de dessin et de gravure à l'école régionale des beaux-arts de Tours où il a entre autres Patrick Lanneau et Myriam David pour élèves. De 1974 à 1984, il occupera les mêmes fonctions à l'école des beaux-arts de Nantes. En 1985, il rejoint la région parisienne où il a un atelier à Montrouge (Hauts-de-Seine).
Il meurt le 4 février 2001 à l'hôpital de Villejuif. Sa signature est gravée sur sa pierre tombale au cimetière de Montrouge.

## Ouvrages illustrés
- Jean Anouilh, Nouvelles Pièces Noires, frontispice orné d'un portrait de Jean Anouilh d'après un burin, Éditions La Table Ronde, 1946, 403 p.
- Théophile Gautier, Cinq Contes, bois originaux de René Quillivic, Martin, Fontainas, Pierre, Paul Guimezanes, 1946.
- Paris Rome : croquis d'un pèlerin, recueil de croquis à la plume, huit planches hors-texte, édition numérotée, tirage à 500 exemplaires, Éd. de L'Arche de Noë, 1950.
- Paul Guimezanes, Notre-Dame de Paris : 12 burins originaux, éditions L'Arche de Noé, 1951.
- Espana Sol y sombra, compositions de P. Guimezanes gravées par R.F. Housseau et P. Guimezanes, L'arche de Noé, 1952. Tirage à 150 exemplaires
- Guy de Lioncourt, Un témoignage sur la musique et la vie au XXe siècle, page de couverture, Éd. de l'Arche de Noé, 1956.
- Maurice Moreau, Jean Dessoutter et Geslin, De la vapeur à l'atome, avant propos par Henri Geslin, illustrations de Paul Guimezanes, 1958.
- Paul Guimezanes, Je découpe des animaux, Casteilla, 1978, 31 p.  (ISBN 2-7135-0281-0).

## Expositions
- 1944 : exposition avec des logistes candidats au prix de Rome, à Paris (gravures).
- 1948, 1949 : Salon de la Société des artistes français et de la Société nationale des beaux-arts, au Palais de New-York à Paris (burins).
- 1956 : exposition avec A. Montigny dans les salons de la Maison de la Bretagne à Paris (dessins à la plume).
- 1961 à 1968 : Salon de la Société des artistes français, au Grand Palais des Champs-Élysées à Paris (burins et dessins).
- 1967 : Les Côtes du Finistère à la galerie Saluden de Quimper — avec reportage Télé-Bretagne (gravures).
- 1980 : Baumard ; Breton ; Guimezanes au château de Blois (gravures).
- 1971 : La Genèse à la chapelle Saint-Jean d'Amboise.
- 1972 : Le Livre de Job à l'église Saint-Florentin d'Amboise.
- 1982 : exposition présentée par l'Arapède de l'Ecole des beaux-arts de Tours.
- 1984 : exposition au musée municipal de La Roche-sur-Yon.
- 1985 : exposition au musée des beaux-arts de Tours.
- 1985 : Paul Guimezanes à l'Atelier sur l'herbe, galerie des beaux-arts de Nantes[2].
- 1986 : Menschen am Leidensweg, Ludwig Windthorst Haus à Lingen (Allemagne).
- 1989 : Le Sang de Dieu à la basilique de Neuvy-Saint-Sépulchre.
- 1993 : La BD de Babel au Salon international de la bande dessinée d'Angoulême.
- 2016 : Bildmeditation : Menschen am Leidensweg Jesu, à Ballweiler (sous la direction de Michael Schneider (de), avec la Katholische Erwachsenenbildung du Palatinat sarrois).

## Récompenses
- 1944 : premier prix ex aequo du concours Chenavard.
- 1945 : prix Lefranc.
- 1946 : premier prix du concours Roux.
- 1946 : premier prix de Rome de gravure en taille-douce.
- 1952 : lauréat de la Casa de Velãzquez.
- Distinctions de la Société des artistes français :
  - 1949 : médaille de bronze.
  - 1961 : médaille d'argent.
  - 1961 : prix Belin-Dollet.
  - 1963 : médaille d'or.
  - 1965 : prix Belin-Dollet.

## Œuvres dans les collections publiques
- Espagne
  - Madrid, Casa de Velázquez.
- France
  - Nantes, école des beaux-arts.
  - Paris, École nationale supérieure des beaux-arts.
  - Tours, école des beaux-arts.
- Italie
  - Rome, villa Médicis.